# Isophya leonorae
Isophya leonorae är en insektsart som beskrevs av Johann Heinrich Kaltenbach 1965. Isophya leonorae ingår i släktet Isophya och familjen vårtbitare. IUCN kategoriserar arten globalt som livskraftig. Inga underarter finns listade i Catalogue of Life.